# كينيث براون
كينيث براون (بالإنجليزية: Kenneth Brown)‏ هو أكاديمي أمريكي، ولد في 15 يونيو 1933، وتوفي في 3 نوفمبر 2010 بسبب التهاب وعائي.